# Đội quân cảm xúc
Đội quân cảm xúc (tên gốc tiếng Anh: The Emoji Movie) là một phim điện ảnh hài hoạt hình máy tính 3D của Mỹ năm 2017 do Tony Leondis đạo diễn và Leondis, Eric Siegel cùng Mike White làm biên kịch, dựa trên xu hướng sử dụng các biểu tượng emoji của giới trẻ. Phim có sự tham gia lồng tiếng của T. J. Miller, James Corden, Anna Faris, Maya Rudolph, Steven Wright, Rob Riggle, Jennifer Coolidge, Christina Aguilera, Sofía Vergara, Sean Hayes và Patrick Stewart. Nội dung phim xoay quanh Gene, một emoji đa cảm xúc đang sống trong điện thoại của một thiếu niên, và cuộc hành trình của cậu để trở thành một emoji meh như cha mẹ của cậu.
Do Sony Pictures Animation sản xuất và Columbia Pictures phân phối, Đội quân cảm xúc được ra mắt và ngày 23 tháng 7 năm 2017 tại Regency Village Theatre và được khởi chiếu rộng rãi tại Mỹ vào ngày 28 tháng 7 năm 2017 và tại Việt Nam vào ngày 4 tháng 8 năm 2017. Phim đạt doanh thu thuận lợi 217 triệu USD dù bị nhiều nhà phê bình và khán giả chỉ trích gay gắt. Tại Giải Mâm xôi vàng lần thứ 38, phim giành chiến thắng tại bốn hạng mục bao gồm Phim dở nhất, Đạo diễn tồi nhất, Kết hợp màn ảnh tồi nhất và Kịch bản tồi nhất;; nó trở thành phim hoạt hình đầu tiên "thắng" giải Phim dở nhất trong lịch sử 38 năm của giải này.

## Nội dung
Bối cảnh lấy hoàn toàn từ cuộc sống hư cấu trong điện thoại di động của một nam chủ nhân điện thoại di động đang học đại học tên là Alex, cùng với nhiều chủ nhân điện thoại di động khác kết nối với nhau qua nhiều phương thức giao tiếp Internet.
Tại một thành phố có tên là Textopolis, nằm sâu thẳm bên trong chiếc điện thoại của Alex. Ở đây, mỗi biểu tượng cảm xúc chỉ có một biểu hiện trên khuôn mặt - trừ Gene (T.J. Miller), một biểu tượng cảm xúc hồ hở khác hẳn với những thành viên ở đây, có thể bộc lộ cùng một lúc nhiều biểu hiện trên khuôn mặt của mình, điều đó vô tình gây ra lỗi hệ điều hành, hoạt động sai lệch và Gene bị Smiler, một vị quản lý cộng đồng Textopolis quyết định xóa ra khỏi hệ điều hành vì "malfunctioned". Quyết tâm để trở thành "bình thường" như các biểu tượng cảm xúc khác, Gene quyết định bỏ trốn, đến nhờ sự giúp đỡ của người bạn thân nhất của mình là Hi-5 (James Corden), tìm gặp một "hacker" tên là Jailbreak (Ilana Glazer), cô nàng vốn là một biểu tượng cảm xúc nàng công chúa được cho là gần như đã bị mất tích.
Cùng nhau, họ bắt tay vào tìm hiểu các ứng dụng có thể sửa lại Gene, từ các ứng dụng đời thường vô tình lạc vào nhiều ứng dụng kỳ quái khác và khởi động chúng gây không ít rắc rối cho Alex đang sử dụng chiếc điện thoại đó, dẫn đến một mối hiểm họa lớn hơn đã xảy ra có thể đưa đến sự "diệt vong" cho thành phố icon này khi nam chủ nhân quyết định đến trung tâm bảo hành để xóa hết dữ liệu của chiếc điện thoại.
Rất may mắn, Gene và hai người bạn của mình đã lật tẩy được bộ mặt của Smiler, đánh bại được bà ta và tiến hành thuyết phục vị chủ nhân của mình lần cuối trước khi xóa toàn bộ dữ liệu bằng emoji "hòa tất cả cảm xúc lại làm một" vô cùng đặc biệt, vị chủ nhân đó gửi emoji đó cho bạn gái của anh ta, cô hài lòng và vị chủ nhân quyết định hoàn tác toàn bộ dữ liệu và khôi phục lại cả thành phố ảo. Cả thành phố và nam chủ nhân kết thúc bộ phim bằng một bữa tiệc ăn mừng qua bài hát chủ đề "Feel This Moment".

## Lồng tiếng
- T.J. Miller vai Gene Meh[8][9]
- James Corden vai Hi-5[10][11][12]
- Anna Faris vai Jailbreak[12]
- Maya Rudolph vai Smiler[13]
- Steven Wright vai Mel Meh[8]
- Jennifer Coolidge vai Mary Meh[13]
- Patrick Stewart vai Poop[11][14]

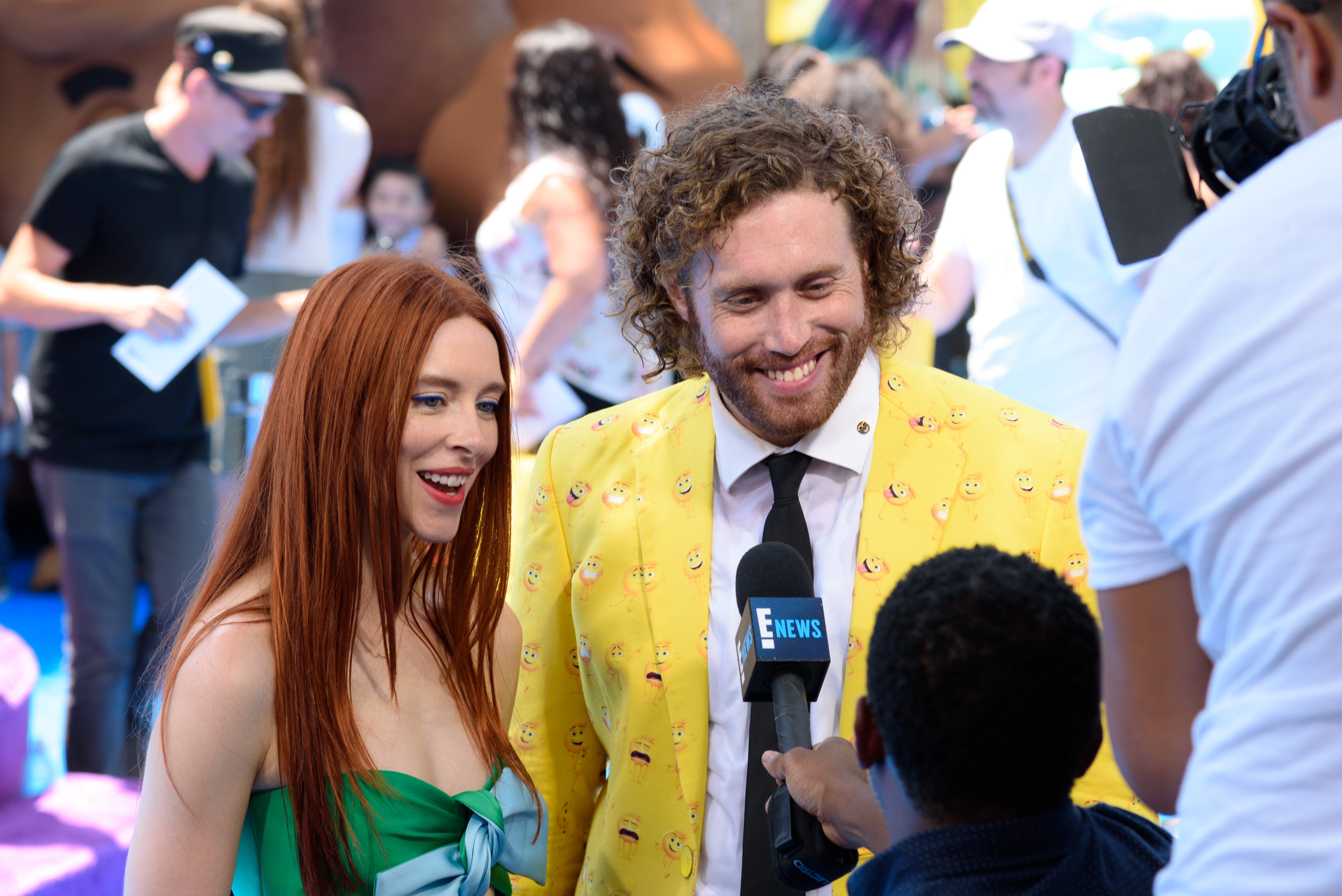
T. J. Miller và Kate, vợ của anh, tại buổi ra mắt phim ở Westwood, Los Angeles

- Christina Aguilera vai Akiko Glitter[15]
- Sofía Vergara vai Flamenca[16]
- Sean Hayes vai Steven[17]
- Rachael Ray vai Spam[18]
- Jeff Ross vai một troll trên Internet[19]
- Jake T. Austin vai Alex[13]
- Tati Gabrielle vai Addie McCallister[20]
- Rob Riggle vai một emoji cây kem[8][21]

## Sản xuất

### Phát triển
Đội quân cảm xúc được lấy cảm hứng từ tình yêu của đạo diễn Tony Leondis với bộ phim Câu chuyện đồ chơi. Với mong muốn phát triển một hướng đi mới cho ý tưởng này, ông bắt đầu tự vấn, "Sẽ thế nào nếu những đồ chơi mới ngoài kia vẫn chưa được khám phá?" Cùng lúc đó, Leondis nhận được một tin nhắn với biểu tượng emoji, và ông nhanh chóng nhận ra thế giới emoji chính là thứ mà ông muốn khám phá. Để phát triển cốt truyện, Leondis ban đầu nghĩ đến việc cho các emoji khám phá thế giới thật. Tuy nhiên sau đó, nhà sản xuất của ông cho rằng thế giới bên trong chiếc điện thoại có phần thú vị hơn nhiều, điều này tạo cảm hứng cho Leondis tạo ra câu chuyện về thế giới và cái cách mà các emoji chung sống. Với việc Leondis là người đồng tính, ông dễ dàng kế nối với nhân vật Gene qua lý tưởng "trở nên khác biệt trong một thế giới vốn ép buộc ta trở thành một điều gì đó," và đồng thời Leondis cũng nhận định bộ phim này "rất riêng tư". Bộ phim sau đó nhanh chóng được đưa vào sản xuất do có nhiều quan ngại rằng ý tưởng về emoji có thể nhanh chóng bị lỗi thời.
Tháng 7 năm 2015, hãng Sony Pictures Animation chiến thắng trong cuộc chiến bản quyền sản xuất với hai hãng Warner Bros. và Paramount Pictures, và thông báo chính thức được đưa ra tại sự kiện CinemaCon 2016. Nam ca sĩ người Mỹ Ricky Reed có thu âm cho bộ phim một bài hát gốc mang tên "Good Vibrations".

### Tuyển diễn viên
Vào Ngày Emoji Thế giới 17 tháng 6 năm 2016, Miller được chính thức công bố sẽ lồng tiếng cho nhân vật chính của phim. Leondis đã tạo ra nhân vật này và nghĩ đến Miller đầu tiên, dù ban đầu Miller hơi lưỡng lự khi được mời vào vai diễn, và chỉ chính thức nhận lời sau khi Leondis tóm tắt sơ qua cốt truyện phim cho anh nghe. Leondis lựa chọn Miller vì "khi bạn nghĩ về sự khó kiềm chế, bạn nghĩ ngay tới TJ. Nhưng đồng thời anh ấy cũng có khả năng khiến trái tim bạn tan chảy". Thêm vào đó Miller cũng có đóng góp trong việc biên kịch lại phần kịch bản. Tháng 10 năm 2016, Ilana Glazer và Corden được xác nhận sẽ tham gia vào dàn diễn viên. Glazer sau đó được thay thế bởi Anna Faris. Theo Jordan Peele, anh ban đầu được đề nghị cho vai diễn Poop, nhưng sau đó vai lồng tiếng này được chuyển sang cho Patrick Stewart.

## Phát hành
Tháng 11 năm 2015, Sony dự kiến phát hành bộ phim vào ngày 11 tháng 8 năm 2017. Một năm sau, phim bị lùi lịch chiếu xuống ngày 4 tháng 8 năm 2017 để Quái xế Baby được đặt lịch chiếu thế chỗ. Cuối tháng 3 năm 2017, Đội quân cảm xúc được chuyển lên chiếu sớm một tuần tại Mỹ vào ngày 28 tháng 7 năm 2017, thế chỗ cho phim điện ảnh Tòa tháp bóng đêm của Sony Pictures.
Đội quân cảm xúc được công chiếu ngoài rạp kèm với Puppy!, một phim ngắn thuộc thương hiệu Khách sạn huyền bí do Genndy Tartakovsky đạo diễn.

### Phương tiện tại gia
Đội quân cảm xúc được phát hành dưới định dạng Blu-ray và DVD vào ngày 24 tháng 10 năm 2017 bởi hãng Sony Pictures Home Entertainment.

## Tiếp nhận

### Doanh thu phòng vé
Đội quân cảm xúc đã thu về tổng cộng 86,1 triệu USD chỉ tính riêng tại thị trường Mỹ và Canada và 130,9 triệu USD tại các quốc gia và vùng lãnh thổ khác, đưa tổng mức doanh thu toàn cầu lên tới 217 triệu USD, so với kinh phí làm phim 50 triệu USD.
Tại thị trường Bắc Mỹ, Đội quân cảm xúc được phát hành cùng ngày với Điệp viên báo thù, và được dự kiến thu về 20 triệu USD từ 4.075 rạp chiếu phim dịp cuối tuần ra mắt. Phim thu về 900.000 USD từ buổi chiếu sớm tối thứ Năm và 10,1 triệu USD trong ngày đầu tiên ra mắt. Cuối cùng, phim ra mắt với doanh thu 24,5 triệu USD, xếp thứ hai về doanh thu phòng vé sau Cuộc di tản Dunkirk.

### Đánh giá chuyên môn
Các nhà phê bình điện ảnh chỉ trích kịch liệt nội dung của Đội quân cảm xúc, gọi bộ phim là "chẳng hề hài hước và hoàn toàn tốn thời gian". Nhiều kênh phê bình nổi tiếng, trong đó có BBC News, xếp hạng Đội quân cảm xúc vào danh sách các phim điện ảnh tệ nhất năm 2017. Trên hệ thống tổng hợp kết quả đánh giá Rotten Tomatoes, phim nhận được 9% lượng đồng thuận dựa theo 108 bài đánh giá, với điểm trung bình là 2,7/10. Phần đánh giá chung của trang web hiển thị duy nhất một emoji "🚫" thay vì một câu đánh giá bằng chữ. Trên trang Metacritic, phần phim đạt số điểm 12 trên 100, dựa trên 26 nhận xét, chủ yếu là những lời chỉ trích tiêu cực. Lượt bình chọn của khán giả trên trang thống kê CinemaScore cho phần phim điểm "B" trên thang từ A+ đến F.

### Giải thưởng
| Năm  | Giải thưởng         | Hạng mục                                         | Đề cử                                         | Kết quả      |
| ---- | ------------------- | ------------------------------------------------ | --------------------------------------------- | ------------ |
| 2018 | Giải Black Reel     | Diễn viên lồng tiếng xuất sắc nhất               | Maya Rudolph                                  | Chưa công bố |
| 2018 | Giải Mâm xôi vàng   | Phim dở nhất                                     | Michelle Raimo Kouyate                        | Đoạt giải    |
| 2018 | Giải Mâm xôi vàng   | Đạo diễn tồi nhất                                | Tony Leondis                                  | Đoạt giải    |
| 2018 | Giải Mâm xôi vàng   | Kết hợp màn ảnh tồi nhất                         | Bất cứ hai biểu cảm mặt cười nào              | Đoạt giải    |
| 2018 | Giải Mâm xôi vàng   | Kịch bản tồi nhất                                | Tony Leondis, Eric Siegel và Mike White       | Đoạt giải    |
| 2018 | Giải Mâm xôi vàng   | The Razzie Nominee So Rotten You Loved It        | Đội quân cảm xúc                              | Đề cử        |
| 2018 | Giải Movieguide     | 10 phim điện ảnh gia đình xuất sắc nhất năm 2017 | Columbia Pictures/Sony Pictures Entertainment | Chưa công bố |
| 2018 | Kids' Choice Awards | Phim hoạt hình được yêu thích nhất               | Đội quân cảm xúc                              | Chưa công bố |